# Lampranthus hallii
Lampranthus hallii är en isörtsväxtart som beskrevs av L. Bol. Lampranthus hallii ingår i släktet Lampranthus och familjen isörtsväxter. Inga underarter finns listade i Catalogue of Life.